# Kremiń Krzemieńczuk
Kremiń Krzemieńczuk (ukr. Футбольний клуб «Кремінь» (Кременчук), Futbolnyj Kłub „Kremiń” (Kremenczuk)) – ukraiński klub piłkarski z siedzibą w mieście Krzemieńczuk w obwodzie połtawskim, grający od sezonu 2019/20 w Druhiej-lidze. 

## Historia
Chronologia nazw:
- 1959: Torpedo Krzemieńczuk (ukr. ФК «Торпедо» (Кременчук))
- 1960: Dnipro Krzemieńczuk (ukr. ФК «Дніпро» (Кременчук))
- 1986: Kremiń Krzemieńczuk (ukr. ФК «Кремінь» (Кременчук))
- 2001: klub rozwiązano
- 2003: Kremiń Krzemieńczuk (ukr. МФК «Кремінь» (Кременчук))
- 25.06.2020: Kremiń Krzemieńczuk (ukr. ФК «Кремінь» (Кременчук))

Zespół piłkarski Torpedo Krzemieńczuk został założony w 1959 roku. Klub brał udział w rozrywkach piłkarskich byłego ZSRR. Od początku rozrywek w niezależnej Ukrainie klub występował w Wyższej Lidze. W sezonie 1999/00 klub występował w Drugiej Lidze. Po zakończeniu rozgrywek klub został rozformowany. Dopiero 23 października 2003 roku decyzją Rady Miejskiej powstał MFK Kremiń Krzemieńczuk. Latem 2005 roku klub awansował do Drugiej Lihi.

## Sukcesy
- 7 miejsce w Wyższej Lidze (1 x):

1992

## Trenerzy
- 1959: ?
- 1960–196?:  Hryhorij Mirosznyk
- 1963–0?.1963:  Anatolij Sadowski
- 0?.1963–1963:  Otari Dzidziguri
- 1964–1965:  Mykoła Melnyczenko
- 1966–0?.1966:  Mychajło Czyrko
- 0?.1966–0?.1967:  Jewhen Łeontowycz
- 0?.1967–1967:  Borys Usenko
- 1968–09.1968:  Josyp Lifszyć
- 30.09.1968–1969:  Borys Usenko
- 1970–1985: klub nie istniał
- 1986:  Wiktor Berest
- 01.1987–0?.1988:  Wiktor Fomin
- 0?.1988–09.1989:  Jewhen Kaminski
- 09.1989–12.1989:  Wałerij Lulko
- 01.1990–12.1990:  Jurij Zacharow
- 01.1991–12.1991:  Wałerij Lulko
- 01.1992–06.1992:  Wołodymyr Łozynski
- 07.1992–09.1993:  Boris Strielcow
- 09.1993–12.1993:  Tyberij Korponaj
- 01.1994–07.1994:  Jewhen Rudakow
- 08.1994–06.1995:  Tyberij Korponaj
- 07.1995–08.1995:  Anatolij Skurski
- 08.1995–11.1995:  Tyberij Korponaj
- 03.1996–06.1996:  Wałerij Jaremczenko
- 07.1996–06.1997:  Mychajło Biełych
- 07.1997–09.1997:  Anatolij Skurski (p.o.)
- 09.1997–09.1998:  Jurij Kowal
- 10.1998–11.1998:  Anatolij Skurski (p.o.)
- 03.1999–06.2000:  Semen Osynowski
- 2001–2003: klub nie istniał
- 01.2004–10.2008:  Serhij Swystun
- 11.2008–06.2013:  Jurij Czumak
- 25.06.2013–25.06.2015:  Serhij Swystun
- 25.06.2015–18.06.2018:  Serhij Jaszczenko
- 18.06.2018–18.09.2019:  Ihor Stołowycki
- 18.09.2019–04.02.2020:  Wołodymyr Prokopinenko (p.o.)
- 04.02.2020–10.02.2020:  Wołodymyr Prokopinenko
- 10.02.2020–...:  Serhij Swystun

## Inne
- Naftochimik Krzemieńczuk